# Alister Walker
Alister Walker (* 19. September 1982 in Gaborone) ist ein ehemaliger englisch-botswanischer Squashspieler und -trainer.

## Karriere
In seiner Juniorenkarriere gewann Alister Walker mit der englischen Mannschaft Gold bei Welt- und Europameisterschaften sowie den Commonwealth Youth Games. Seine Profikarriere begann er in der Saison 2002. Im April 2009 wurde er erstmals für die englische Nationalmannschaft nominiert und gewann mit dieser auch direkt den Europameistertitel. Aufgrund der großen Verbundenheit mit seinem Geburtsland Botswana verließ Alister Walker Ende 2010 das Elite-Förderprogramm des englischen Squashverbands und zog nach New York City. Seit Juni 2011 repräsentiert er auf der PSA World Tour Botswana. Auf dieser gewann er zehn Titel. Seine beste Platzierung in der Weltrangliste erreichte er mit Platz zwölf im November 2012. Im Jahr 2013 wurde er im Einzel Afrikameister und nahm erstmals mit Botswana bei einer Weltmeisterschaft teil.
Im Februar 2016 wurde er Assistenztrainer an der Columbia University in New York City.

## Privates
Alister Walker ist der Sohn des englischen Lehrers Guy Walker und der Botswanerin Keitirele Walker und wurde in Gaborone geboren. Bis 1985 lebte die Familie in Zomba, Malawi, ehe sie zurück nach Gaborone zog. Mit elf Jahren begann Alister Walker mit dem Squashsport. Im Jahr 1998 erhielt er ein Stipendium für das Wycliffe College in Gloucestershire und zog daraufhin nach England.

## Erfolge
- Afrikameister: 2013
- Europameister mit der englischen Mannschaft: 2009
- Gewonnene PSA-Titel: 10